# Kozje
Kozje (Duits: Drachenburg) is een gemeente in Slovenië nabij de grens met Kroatië en telde in 2004 3370 inwoners. De gemeente omvat de volgende plaatsen: Bistrica, Buče, Dobležiče, Drensko Rebro (eerste vermelding in 1287), Gorjane, Gradišče, Gubno, Ječovec pri Kozjem (eerste vermelding in 1403/'04), Klake, Kozje (eerste vermelding in 1016), Lesično, Ortnice, Osredek pri Podsredi, Pilštanj (eerste vermelding in 1404), Podsreda (eerste vermelding 1213), Poklek pri Podsredi, Topolovo, Veternik, Vojsko, Vrenska gorca, Zagorje, Zdole en Zeče pri Bučah.
Kozje draagt sporen uit zowel het neolithicum, de bronstijd als Romeinse Tijd. De al in 1249 vermelde Maria Hemelvaart-kerk heeft haar aanzien echter uit de 15e eeuw. Daarnaast bevindt zich hier de Sint-Emma-kerk, die in 1466 gebouwd werd. Tijdens de middeleeuwen verwierf Kozje marktrechten en vervulde sindsdien in de naar Kozje genoemde regio Kozjansko een centrumfunctie. De inwoners zijn voor een deel industriependelaars, de immobiele bevolking houdt zich vooral bezig met bessenteelt en aanbouw van hop.

## Monumenten
In Bistrica staat een kerkje van Sint-Andreas deels uit de 16e eeuw en deels de 19e eeuw. In Buče staat de 18e-eeuwse parochiekerk van H. Petrus, voor het eerst vermeld in 1545. Dobležiče bezit een kerk van de Drie-eenheid, voor het eerst vermeld in 1545. In Gubno staat een kerk van HH. Primus en Felicianus, voor het eerst in 1480 vermeld; het schip is uit de 16e eeuw. In Lesično ligt de (in 1446 eerst genoemde) kerk van H. Ulrich. In Pilštajn staan de ruïnes van het gelijknamige middeleeuwse kasteel en de kerk van aartsengel Michael, voor het eerst genoemd in 1167. In de 19e eeuw werd de hoofdweg verlegd, waardoor Pilštajn stagneerde. Het nabijgelegen Podsreda verwierf marktrechten voor 1377; hier ligt het laat-romaanse kasteel Podsreda en de Johannes de Doperkerk uit 1806. In Podsreda was dichter Anton Aškerc werkzaam als kapelaan. Zagorje bezit een 16e-eeuwse Maria Magdalena-kerk en monumentale kerk van Maria Hulp der christenen uit de barok.
In Gradišče ligt de berg Sveta Gora (heilige berg), waarop drie naast elkaar gelegen kerken en een statieweg:
- Maria Moeder van Smarten (eerste vermelding in 1257);
- Sint-Anna uit de 14e eeuw;
- HH. Hermagoras en Fortunatus uit de 14e eeuw;
- Kruisweg deels uit de 14e eeuw, deels uit de 19e eeuw.

Bistrica ob Sotli · Braslovče · Celje · Dobje · Dobrna · Gornji Grad · Kozje · Laško · Ljubno · Luče · Mozirje · Nazarje · Podčetrtek · Polzela · Prebold · Radeče · Rečica ob Savinji · Rogaška Slatina · Rogatec · Šentjur pri Celju · Slovenske Konjice · Šmarje pri Jelšah · Šmartno ob Paki · Solčava · Šoštanj · Štore · Tabor · Velenje · Vitanje · Vojnik · Vransko · Žalec · Zreče
1. ↑  "Prebivalstvo po starosti in spolu, občine, Slovenija, polletno". Statistični urad Republike Slovenije. Geraadpleegd op 18 april 2021.